# Pier Narciso Masi
Pier Narciso Masi (Siena, 1938) è un pianista italiano.

## Biografia
È oggi considerato uno dei massimi esponenti della musica da camera con pianoforte; ha al suo attivo innumerevoli esecuzioni pubbliche, dal duo al sestetto, in collaborazione con i più prestigiosi nomi del concertismo: tra i vari Uto Ughi, Franco Rossi, Pina Carmirelli, Mario Ancillotti, Cristiano Rossi. Già allievo prediletto di Edwin Fischer e Carlo Zecchi, vincitore di concorsi internazionali (tra cui la seconda edizione del concorso Pozzoli), affianca a questa sua principale attività la carriera solista. 
Richiestissimo docente, ha insegnato per molti anni musica da camera presso l'Accademia Pianistica Internazionale “Incontri col Maestro” di Imola; tiene oggi corsi di perfezionamento a Firenze, a Fusignano, a Lucca.

## Suoi allievi
- Davide Franceschetti